# Акасака-Мицукэ (станция)
Станция Акасака-Мицукэ (яп. 赤坂見附駅 акасака мицукэ эки) — станция метрополитена на линиях Маруноути и Гиндза, расположенная в специальном районе Минато в Токио. Станция обозначена номером G-05 на линии Гиндза и M-13 на линии Маруноути. 19 июня 2007 года на станции были установлены автоматические платформенные ворота.

## Планировка станции
Две платформы островного типа и четыре пути.
| 1 | ○ Линия Гиндза    | Омотэсандо, Сибуя                           |
| 2 | ○ Линия Маруноути | Ёцуя, Синдзюку, Огикубо                     |
| 3 | ○ Линия Гиндза    | Тораномон, Гиндза, Нихонбаси, Уэно, Асакуса |
| 4 | ○ Линия Маруноути | Касумигасэки, Гиндза, Отэмати, Икэбукуро    |

## Близлежащие станции
| «            |  | Линия           |  | »                 |
| ------------ |  | --------------- |  | ----------------- |
| Аояма-Иттёмэ |  | Линия Гиндза    |  | Тамэикэ-Санно     |
| Ёцуя         |  | Линия Маруноути |  | Коккай-Гидзидомаэ |

## Галерея

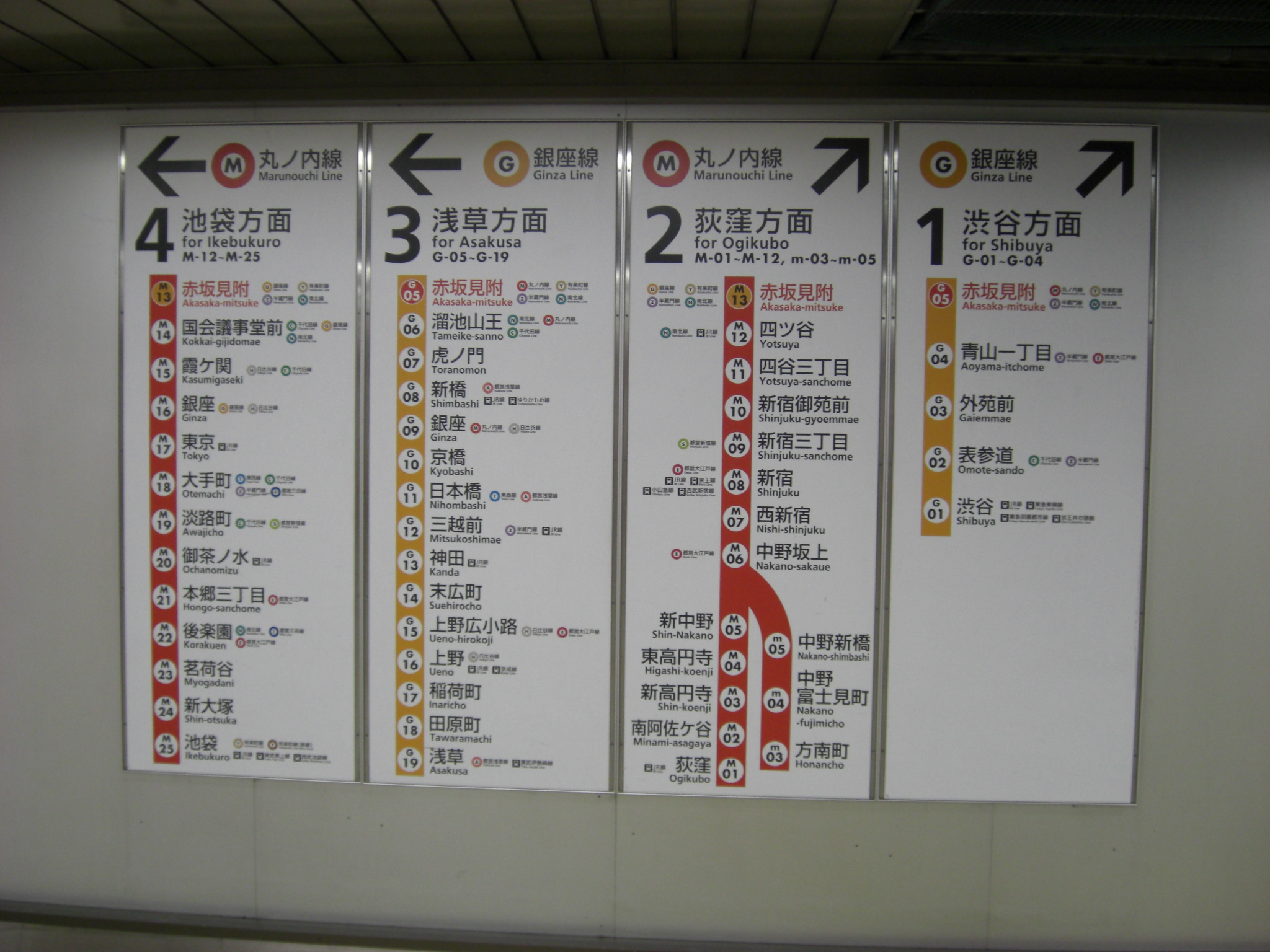
Указатель на станции
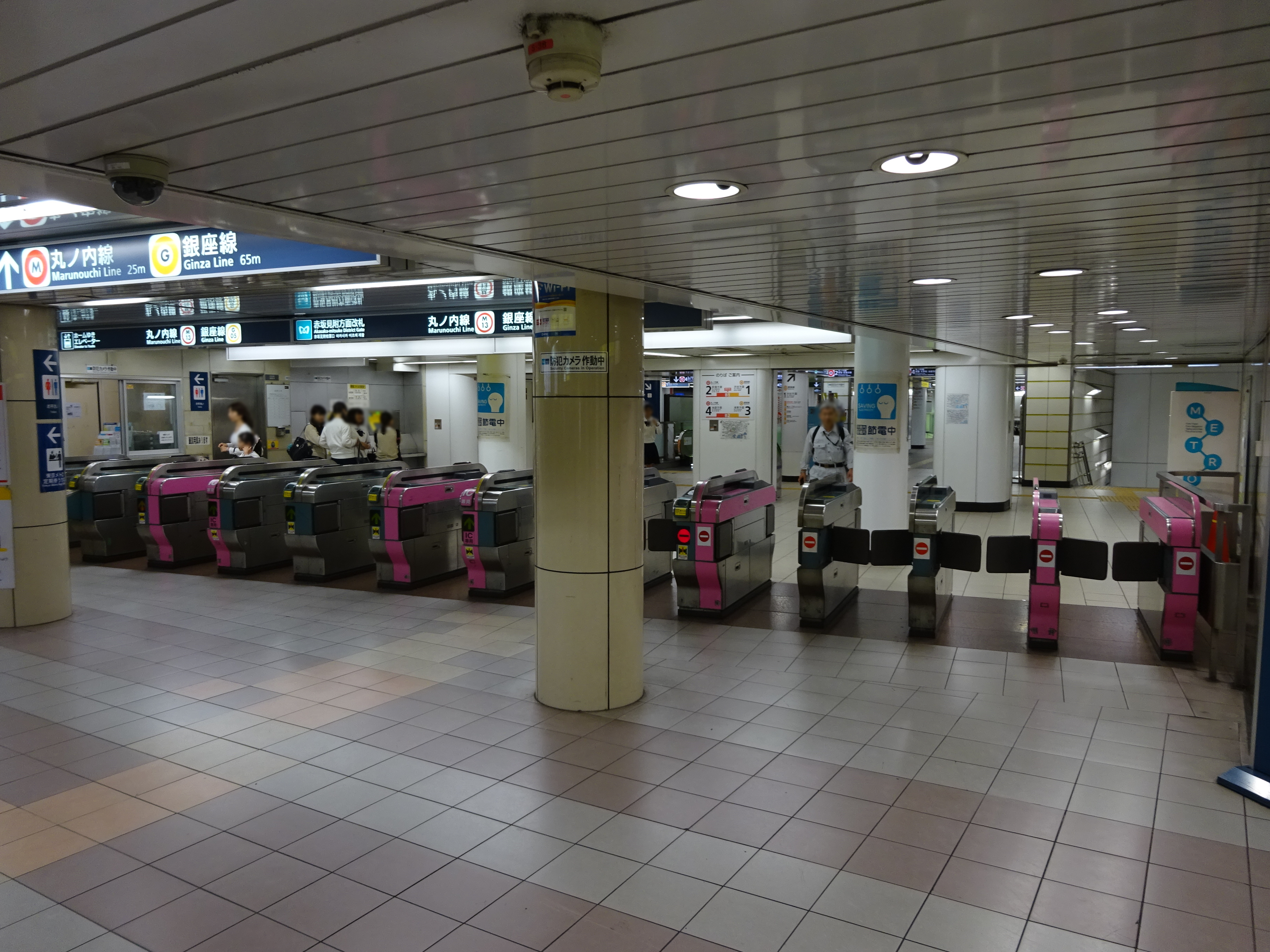
Турникеты
Карта путей